# Fonovisa Records

Fonovisa Records, souvent appelé brièvement Fonovisa, est un label discographique américain de musique espagnole. Ce label produit principalement de la musique mexicaine et possède dans son catalogue Enrique Iglesias et Thalía. Elle possède son siège à Woodland Hills en Californie mais aussi des studios à Van Nuys et Los Angeles.
En avril 2002, le groupe Univision achète Fonovisa à Televisa qui l'associe à son Univision Music Group.
Le 28 février 2008, Universal Music achète l'Univision Music Group à Univision Communications pour l'associer à ses labels Universal Music Latino et Machete Records dont le label Fonovisa .

## Artistes
- Alacranes Musical
- Alicia Villarreal
- Alejandro Fernández
- Avenida 6
- After Party
- Alfredo Olivas
- Banda El Recodo
- Bronco
- Conjunto Primavera
- Cristina
- Conjunto Azabache
- Duelo
- El Potro de Sinaloa
- El Tigrillo Palma
- Grupo Exterminador
- Graciela Beltrán
- German Montero
- Hechizeros Band
- Ivan
- Juan Rivera
- Jazmín López
- José Huerta
- Jenni Rivera
- Lorenzo Antonio
- Los Bukis
- Los Temerarios
- Los Tigres del Norte
- Los Tucanes de Tijuana
- Los Canelos de Durango
- Larry Hernandez
- Patrulla 81
- Roberto Tapia
- Saul El Jaguar
- Sparx
- El Trono de Mexico
- Vikilo